# Фас
Фас (фр. face «лицо») — сторона чего-либо, обращённая к зрителю лицевой стороной (см. анфас).
Фас в инженерном деле — сторона укрепления, обращённая к противнику, обращённая в поле, а также прямолинейные участки проволочных заграждений, окопов, противотанковых рвов и так далее.
В другом источнике указано что Фас — прямолинейный участок оборонительной ограды, соответствующий определённому направлению огня с неё.
Число фасов в сооружении определяется числом различных, необходимых обороняющемуся, от противника, перпендикулярных к ним направлений огня с оборонительной ограды, а длина каждого фаса — требуемою силой огня в данном направлении.
Полевое укрепление состоящее из двух фасов под углом называется редан. У редута, соответственно, имеется четыре фаса (фронтальный, два фланговых (боковых) и тыльный — горжевой), либо больше, в зависимости от его формы.
Фас здания — Фасад.